# Maranta amazonica
Maranta amazonica är en strimbladsväxtart som beskrevs av Bengt Lennart Andersson. Maranta amazonica ingår i släktet Maranta och familjen strimbladsväxter. Inga underarter finns listade.